# Ficus rubiginosa
Ficus rubiginosa là một loài thực vật có hoa trong họ Moraceae. Loài này được Desf. ex Vent. mô tả khoa học đầu tiên năm 1805.
Nó có nguồn gốc Đông Úc trong chi Ficus. Bắt đầu là một cây mọc trên cây khác (hemiepiphyte) hoặc các loại đá (lithophyte), F. rubiginosa trưởng thành thành một cây 30 m (100 ft) cao và gần như rộng với một thân chắc có màu nâu hơi vàng. Các lá hình bầu dục và bóng màu xanh lá cây và có kích thước dài 4-19,3 cm và rộng 1,25-13,2 cm.
Quả nhỏ, tròn và màu vàng, và có thể chín và có màu đỏ ở bất kỳ thời gian của năm, đạt đỉnh điểm vào mùa xuân và mùa hè. Quả được biết đến như một syconium, một cụm hoa ngược với những bông hoa xếp một khoang bên trong. F. rubiginosa chỉ được thụ phấn bởi loài ong bắp cày vả Pleistodontes imperialis, có thể bao gồm bốn loài crypto. Syconia là cũng là nơi có một mười bốn loài ong, một số trong đó có tạo mật, trong khi những loài khác ký sinh ong bắp cày thụ phấn, và ít nhất hai loài giun tròn. Nhiều loài chim, trong đó có chim bồ câu, vẹt và bộ sẻ khác nhau, ăn trái cây này. Phân bố dọc theo bờ biển phía đông của Úc từ Queensland tới Bega ở miền nam New South Wales, F. rubiginosa mọc ở mép rừng nhiệt đới và các mỏm đá. Nó được sử dụng như một cây bóng mát trong công viên và không gian công cộng, và khi trồng trong chậu là rất phù hợp để sử dụng như một nhà máy trong nhà hoặc trong cây cảnh.

## Hình ảnh

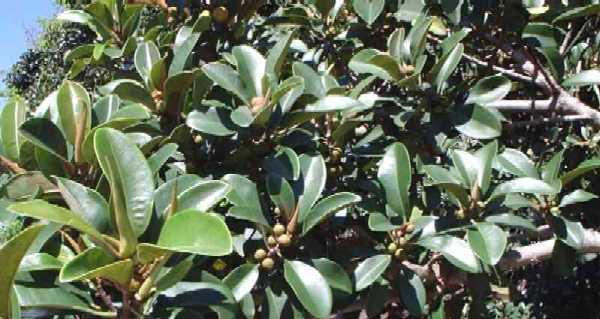
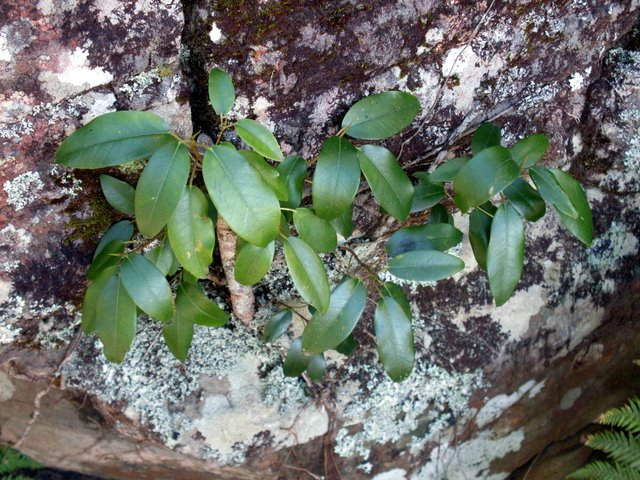
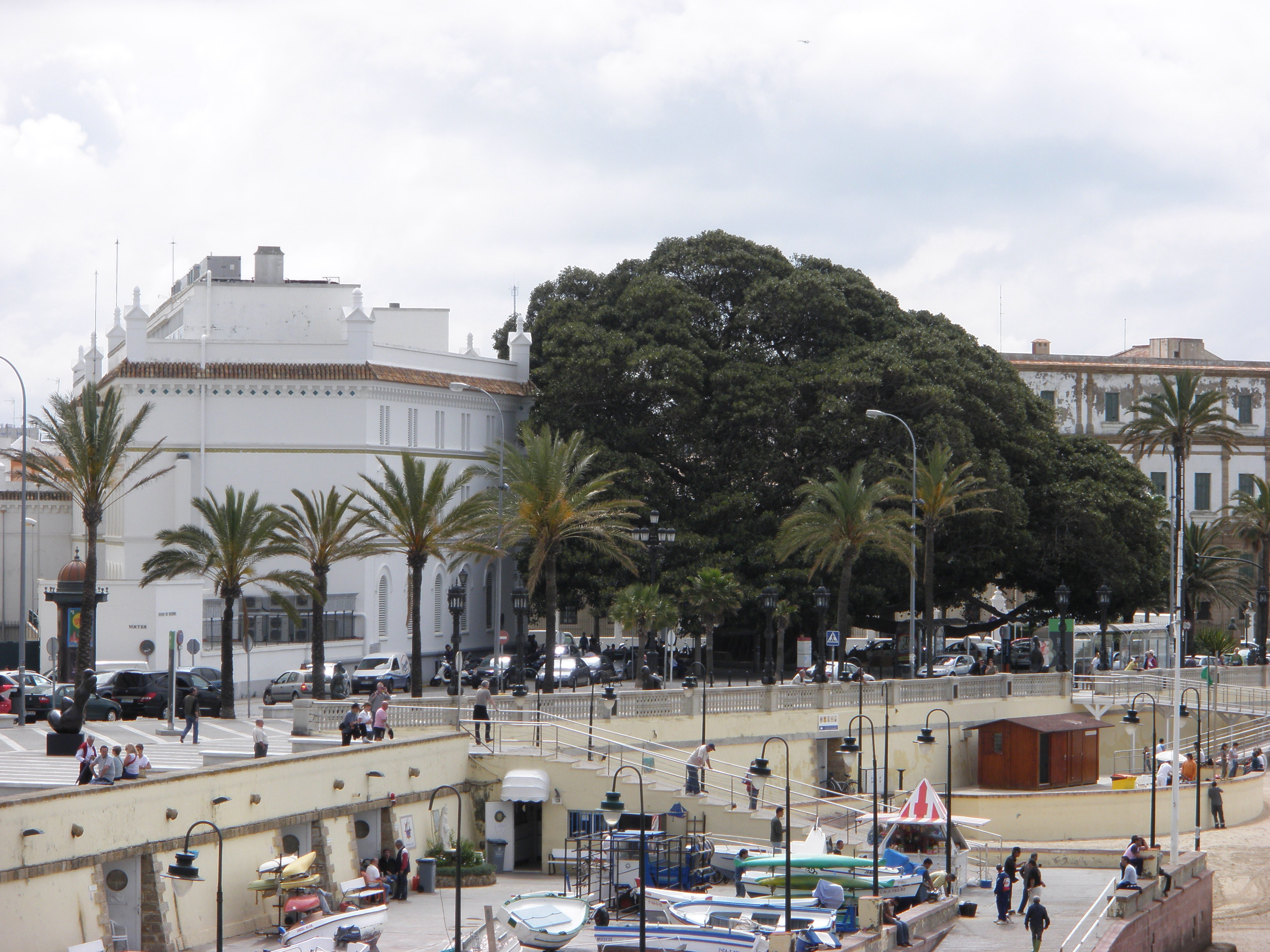
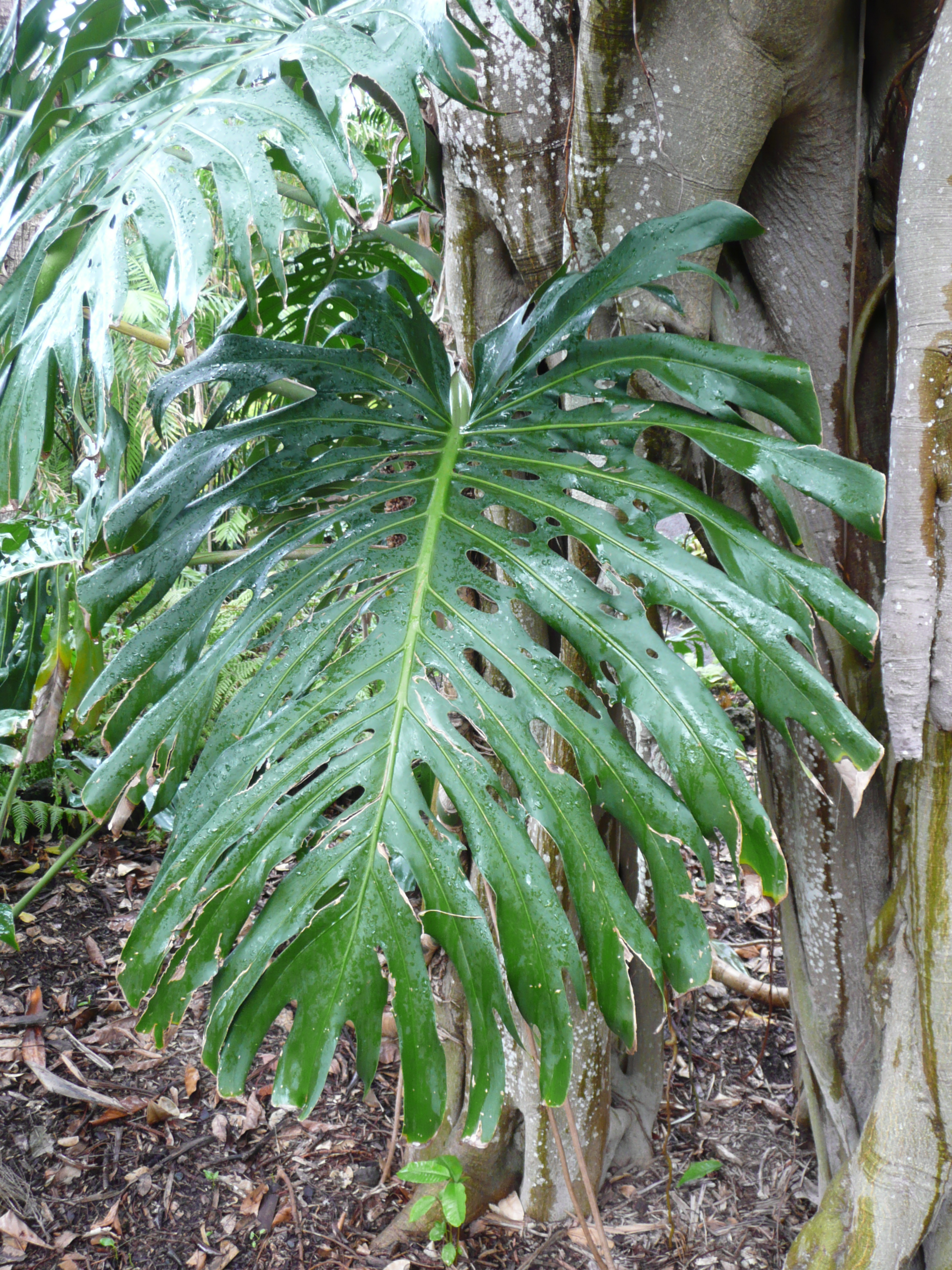